# كارلوس ألبرتو سانشيز
كارلوس ألبرتو سانشيز (بالإسبانية: Carlos Alberto Sánchez)‏ هو كاهن كاثوليكي أرجنتيني، ولد في 24 أبريل 1963 في سان ميغيل دي توكومان في الأرجنتين.